# The Itchy and Scratchy Game
The Itchy & Scratchy Game är ett plattformsspel som släpptes för Mega Drive, Super Nintendo Entertainment System och Sega Game Gear. I spelet medverkar rollfigurerna Itchy och Scratchy från Simpsons, och innehåller det klassiska våldet från showen. Huvudpersonen i spelet är musen Itchy, som måste slåss mot katten Scratchy.

## Spelet
The Itchy & Scratchy Game är ett sidscrollande plattformsspel baserat på The Itchy & Scratchy Show, en TV-serie som visas i den amerikanska TV-serien Simpsons. Spelet innehåller sju nivåer. Spelaren kontrollerar Itchy, en mus vars mål är att tortera och döda katten Scratchy. Spelet går ut på att klara nivåerna och attackera Scratchy men även andra fiender. Både Itchy och Scratchy har klubbor som sina standardvapen, men har även tillgång till andra vapen, beroende på vilken nivå man nått i spelet.

## Utveckling
Spelet utvecklades av Bits Studios och distribueras av Acclaim Entertainment. Spelet släpptes till Mega Drive under 1993, och till Super Nintendo Entertainment System och Sega Game Gear under 1995. I USA fick spelet åldersgränsen "Everyone" vilket gör spelet lämpat för alla åldersgrupper, något som kritiserats, enligt Entertainment Weekly.

## Mottagande
Game Players gav versionen till SNES betyg 35/100 i mars 1995. I juli 1995 fick samma version 2/5 av tidningen GamePro, som även anser att Itchy & Scratchy var bättre i nivån från spelet Bart's Nightmare där de medverkar också. Entertainment Weekly gav SNES-versionen betyg "C" i maj 1995.